# Blues rock
Blues rock là thể loại âm nhạc pha trộn giữa blues và rock. Thực tế bản chất của thể loại gần với việc chơi blues và rock thông qua các nhạc cụ điện. Từ khởi đầu vào khoảng đầu và giữa thập niên 1960, blues rock đã biến đổi theo nhiều con đường khác nhau và tạo nên những ảnh hưởng lớn tới hard rock, Southern rock và cả heavy metal. Blues rock luôn gây ảnh hưởng lớn qua các sản phẩm thu âm và các buổi trình diễn của nhiều nghệ sĩ khác nhau.
Blues rock khởi nguồn từ Anh và Mỹ khi các nghệ sĩ cố gắng thể hiện những ca khúc nhạc blues từ nước Mỹ. Họ thử nghiệm việc chơi các ca khúc blues Chicago của Muddy Waters, Jimmy Reed, Howlin' Wolf và Albert King bằng nhạc cụ điện, với nhịp nhanh hơn và âm thanh gằn của rock. Tại Anh, phong cách này được phổ biến bởi các nghệ sĩ lớn là The Rolling Stones, The Yardbirds và The Animals – những người đưa nhạc blues lên đứng đầu các bảng xếp hạng. Tại Mỹ, Lonnie Mack, The Paul Butterfield Blues Band và Canned Heat là nghệ sĩ đầu tiên "cố gắng chơi dài với nhiều đoạn ngẫu hứng vốn chỉ tồn tại trong các bản thu nhạc jazz". John Mayall & the Bluesbreakers và Peter Green từ Fleetwood Mac cũng quan tâm nhiều tới các nhạc cụ nhưng theo phong cách truyền thống của Anh, và tới cuối thập niên 1960 đầu thập niên 1970, những nhóm như Ten Years After, Savoy Brown và Foghat bắt đầu chuyển hẳn sang nhạc rock. Tại Mỹ, Johnny Winter, The Allman Brothers Band và ZZ Top đi theo con đường hard rock.
Trên tất cả, AllMusic bình luận "sợi dây liên kết giữa blues rock và hard rock thực sự rất dễ thấy" khi chúng đều quay trở về những ảnh hưởng của nhạc blues truyền thống. Tới thập niên 1980, The Fabulous Thunderbirds và Stevie Ray Vaughan trở nên nổi tiếng với tài năng guitar của mình, và những nghệ sĩ thập niên 1990 như Gary Moore, Jeff Healy và Kenny Wayne Shepherd đã tạo nên sự chú ý lớn lao đối với công chúng. Những nhóm nhạc như Jon Spencer Blues Explosion và The White Stripes đã mang tới những phong cách đa dạng và sắc bén hơn trong thập niên 2000, ngoài ra không thể không nhắc tới ngôi sao đương đại The Black Keys.